# Plectranthus bullulatus
Plectranthus bullulatus là một loài thực vật có hoa trong họ Hoa môi. Loài này được ined. miêu tả khoa học đầu tiên.